# Leon Sreš
Leon Sreš (* 27. April 1992) ist ein slowenischer Fußballspieler.

## Karriere

### Verein
Sreš begann seine Karriere beim ND Mura 05. Im Mai 2010 debütierte er gegen den NK Triglav Kranj für die erste Mannschaft von Mura in der 2. SNL. Dies blieb in der Saison 2009/10 sein einziger Einsatz. In der Saison 2010/11 kam er ebenfalls zu einem Zweitligaeinsatz und stieg mit Mura am Saisonende in die 1. SNL auf. Sein Debüt in der höchsten slowenischen Spielklasse gab er im Juli 2011, als er am ersten Spieltag der Saison 2011/12 gegen den FC Koper in der Startelf stand und in der 60. Minute durch Simon Pavel ersetzt wurde. Im Oktober 2011 erzielte er bei einem 2:1-Sieg gegen Triglav Kranj sein erstes Tor für Mura. In der Saison 2011/12 kam er zu 27 Erstligaeinsätzen. Als Tabellendritter qualifizierte er sich mit dem Aufsteiger zu Saisonende für den Europapokal. In der Qualifikation zur UEFA Europa League erreichte Mura nach Siegen gegen den FK Baku, ZSKA Sofia und Arsenal Kiew das Playoff, in dem man jedoch an Lazio Rom scheiterte. Sreš kam in sieben der acht Quali-Spiele zum Einsatz.
In der Saison 2012/13 kam er bis zur Winterpause zu neun Erstligaeinsätzen, zudem wurde er zehn Mal als Kooperationsspieler beim Drittligisten ND Beltinci eingesetzt. In der Winterpause wechselte Sreš zum Zweitligisten NK Zavrč. Für Zavrč spielte er bis Saisonende acht Mal in der 2. SNL und stieg mit dem Verein am Saisonende in die 1. SNL auf. In der Hinrunde der Saison 2013/14 kam er zu vier Erstligaeinsätzen für den Aufsteiger. Im Januar 2014 wechselte er zum Drittligisten Beltinci.
Zur Saison 2015/16 wechselte Sreš nach Österreich zur sechstklassigen SU Straden. In drei Jahren kam er zu 74 Einsätzen für Straden in der Unterliga, in denen er drei Tore erzielte. Zur Saison 2018/19 wechselte er zum Regionalligisten TuS Bad Gleichenberg. Bei seinem sechsjährigen Aufenthalt etablierte sich der Mittelfeldspieler als Leistungsträger des Vereins. Bis August 2020 absolvierte er bereits mindestens 45 Ligaeinsätze mit drei Toren. In der Saison 2022/23 bestritt er 30 Spiele mit insgesamt 2.657 Spielminuten. Im April 2023 wurde er gemeinsam mit Kilian Reiter in die "Elf der Runde" der fan.at-Bewertung gewählt.
Im Juli 2024 wechselte Sreš zu USV St. Anna am Aigen, wo er einen Vertrag bis Juni 2025 unterschrieb. Bereits in seiner ersten Saison kam der 32-jährige Defensivspieler im ÖFB-Cup 2024/25 zu 90 Spielminuten. Er trägt die Rückennummer 15.

### Nationalmannschaft
Sreš spielte 2008 erstmals für eine slowenische Jugendnationalauswahl. Im August 2008 kam er zu zwei Einsätzen für die U-17-Mannschaft. Im April 2012 absolvierte er ein Spiel für das U-20-Team.